# Тюрьма суперзлодеев
«Тюрьма суперзлодеев» (англ. Corrective Measures; дословно — «Корректирующие меры») — американский научно-фантастический боевик в рамках супергеройского жанра, основанный на одноимённом графическом романе издательства Arcana Comics за авторством Гранта Честейна. В России фильм вышел в онлайн-кинотеатрах 10 мая 2022 года.

## Сюжет
По закону любой осуждённый, обладающий сверхъестественными способностями, отправляется в Сан Тибурон, где его силы будут под контролем. Напряжённость между заключёнными и персоналом усиливается, что приводит к анархии, которая охватывает тюрьму, и порядок переворачивается с ног на голову.

## В ролях
- Брюс Уиллис — Джулиус Лоуб «Мозг»
- Майкл Рукер — надзиратель Девлин
- Дэн Пэйн — палач
- Бреннан Мейя — Диего Диас
- Том Кавана — Гордон Твиди
- Кэт Растон — офицер Лиз Моралес
- Кевин Зегерс — капитан Джейсон Броуди
- Мэтт Андерсон — офицер Дэнни Бриз
- Хейли Сэйлс — доктор Изабель Джозефс
- Дэниел Кадмор — Даймонд Джим

## Выпуск
Фильм дебютировал 29 апреля 2022 года на Tubi. «Тюрьма суперзлодеев» стал одним из последних фильмов с участием Уиллиса, который ушёл из актёрства, потому что у него диагностировали деменцию.